# Trượt ván
Trượt ván (skateboarding) là bộ môn thể thao hành động bao gồm việc người trượt (skater/skateboarder) sẽ di chuyển và biểu diễn các kỹ thuật tương tác trên chiếc ván trượt (skateboard). Đây cũng là một hoạt động giải trí, một hình thức nghệ thuật, một nghề nghiệp trong ngành công nghiệp giải trí và là một cách thức di chuyển.

## Lịch sử

### Thập kỷ 1940–1960
Các chiếc ván trượt đầu tiên bắt đầu với các hộp gỗ, hoặc tấm gỗ, được gắn bánh xe patin vào phía dưới. Trước đó, các chiếc xe patin gắn thùng gỗ đã xuất hiện trước khi có ván trượt, với một thùng gỗ gắn ở mũi (phía trước của tấm gỗ), tạo nên bộ tay lái nguyên thủy.Các hộp gỗ sau đó được biến thành các tấm gỗ, tương tự như các tấm ván trượt ngày nay. Trượt ván như chúng ta biết ngày nay, có lẽ đã ra đời vào cuối thập kỷ 1940 hoặc đầu thập kỷ 1950, khi các người lướt sóng ở California muốn có điều gì đó để làm khi sóng biển bằng phẳng. Điều này được gọi là "lướt vỉa hè" - một làn sóng mới của lướt sóng trên vỉa hè khi môn thể thao lướt sóng trở nên vô cùng phổ biến. Không ai biết ai là người làm ra tấm ván đầu tiên; dường như có nhiều người đã nảy ra những ý tưởng tương tự vào khoảng thời gian đó. Các tấm ván trượt đầu tiên được đặt hàng bởi một cửa hàng lướt sóng tại Los Angeles, California, để sử dụng trong thời gian rảnh rỗi của người lướt sóng. Chủ cửa hàng, Bill Richard, đã ký kết thỏa thuận với Công ty Patin Cuốn Chicago để sản xuất bộ bánh xe trượt ván, mà họ gắn vào các tấm gỗ vuông. Do đó trượt ván ban đầu được gọi là "lướt vỉa hè" và những người chơi trượt ván ban đầu đã bắt chước phong cách và các động tác của người lướt sóng, và thậm chí trượt trên bàn chân trần.
Đến những năm 1960 một số nhà sản xuất lướt sóng nhỏ ở Nam California như Jack's, Kips', Hobie, Bing's và Makaha đã bắt đầu xây dựng các tấm ván trượt giống như các tấm ván lướt sóng nhỏ, và họ đã tạo ra các đội để quảng cáo sản phẩm của họ. Một trong những triển lãm trượt ván sớm nhất đã được tài trợ bởi người sáng lập của Makaha, Larry Stevenson, vào năm 1963 và được tổ chức tại Trường Trung học Cơ sở Pier Avenue tại Hermosa Beach, California. Một số đội trượt ván này cũng đã xuất hiện trên một chương trình truyền hình có tên là Surf's Up vào năm 1964, do Stan Richards dẫn chương trình, giúp quảng cáo trượt ván như một hoạt động mới và thú vị để thực hiện.
Khi sự phổ biến của trượt ván bắt đầu mở rộng, tạp chí trượt ván đầu tiên, The Quarterly Skateboarder, đã được xuất bản vào năm 1964. John Severson, người xuất bản tạp chí này, đã viết trong bài viết xuất bản đầu tiên của mình:
Các vận động viên trượt ván ngày nay là những người sáng lập trong môn thể thao này - họ là những người tiên phong - họ là những người đầu tiên. Trong trượt ván không có lịch sử - nó đang được tạo ra ngay bây giờ - bởi bạn. Môn thể thao đang được định hình và chúng tôi tin rằng việc làm đúng ngay bây giờ sẽ dẫn đến một tương lai tươi sáng cho môn thể thao này. Hiện tại, đã có những đám mây bão trên bầu trời với những đối thủ của môn thể thao đang nói về việc cấm và hạn chế.

### Thập kỷ 1970
Vào đầu thập kỷ 1970  Frank Nasworthy bắt đầu phát triển bánh xe trượt ván bằng polyurethane và đặt tên cho công ty của mình là Cadillac Wheels. Trước khi có vật liệu mới này, bánh xe trượt ván được làm từ kim loại hoặc bánh xe "đất sét". Sự cải tiến về độ bám và hiệu suất làm cho từ khi bánh xe này ra mắt vào năm 1972, sự phổ biến của trượt ván bắt đầu tăng lên nhanh chóng, khiến các công ty đầu tư nhiều hơn vào việc phát triển sản phẩm. Nasworthy đã thuê nghệ sĩ Jim Evans để vẽ một loạt bức tranh quảng cáo cho Cadillac Wheels, chúng đã xuất hiện trong các quảng cáo và poster trên tạp chí Skateboarder Magazine, và đã rất phổ biến trong việc quảng cáo phong cách trượt ván mới.
Vào đầu thập kỷ 1970 các công viên trượt ván vẫn chưa được phát minh, vì vậy người trượt ván sẽ tập trung và trượt ván tại các địa điểm đô thị như hồ Escondido ở San Diego, California. Tạp chí Skateboarding sẽ đăng tải thông tin về địa điểm và người trượt ván sẽ đặt biệt danh cho từng địa điểm như Tea Bowl, Fruit Bowl, Bellagio, Rabbit Hole, Bird Bath, Egg Bowl, Upland Pool và Sewer Slide. Một số ý tưởng phát triển trong cấu trúc của các công viên trượt ván thậm chí đã được lấy từ hồ Escondido. Nhiều công ty đã bắt đầu sản xuất trục xe (bánh xe trước) được thiết kế đặc biệt cho trượt ván, đạt đỉnh điểm vào năm 1976 với Tracker Trucks. Khi thiết bị trở nên linh hoạt hơn, các tấm ván bắt đầu trở nên rộng hơn, đạt độ rộng lên đến 10 inch (250 mm) trở lên, giúp người trượt ván có thêm sự kiểm soát. Một loại ván trượt hình chuối là một loại ván trượt mỏng, linh hoạt được làm bằng polypropylene có sườn ở mặt dưới để hỗ trợ cấu trúc. Chúng rất phổ biến vào cuối thập kỷ 1970 và có sẵn trong nhiều màu sắc, có lẽ màu vàng tươi sáng là màu đáng nhớ nhất, do đó có tên gọi là chuối.
Năm 1975 trượt ván đã trở lại với sự phổ biến đủ lớn để tổ chức một trong những cuộc thi trượt ván lớn nhất kể từ thập kỷ 1960, là Giải vô địch Quốc gia Del Mar, được cho là có đến 500 vận động viên tham gia. Cuộc thi kéo dài hai ngày và được tài trợ bởi Bahne Skateboards và Cadillac Wheels. Trong khi sự kiện chính đã được giành chiến thắng bởi huyền thoại trượt ván xoay tối tân Russ Howell, một đội trượt ván địa phương từ Santa Monica, California là đội Zephyr đã đưa vào một thời kỳ mới của trượt ván phong cách lướt sóng trong cuộc thi, và thời kỳ này đã để lại dấu ấn lâu dài trong lịch sử của trượt ván. Với đội hình gồm 12 người bao gồm những huyền thoại trượt ván như Jay Adams, Tony Alva, Peggy Oki và Stacy Peralta, họ mang đến một phong cách trượt ván tiến bộ mới cho sự kiện, dựa trên phong cách của những người lướt sóng người Hawaii như Larry Bertlemann, Buttons Kaluhiokalani và Mark Liddell. Craig Stecyk một nhà báo ảnh của tạp chí Skateboarder Magazine, đã viết về và chụp ảnh cho đội, cùng với Glen E. Friedman, và không lâu sau đó đã viết một loạt bài về đội tên là các bài viết Dogtown, cuối cùng đã vĩnh viễn tượng trưng hóa đội trượt ván Zephyr. Đội trở thành được biết đến với tên là các Z-Boys và sau đó trở thành một trong những đội ảnh hưởng nhất trong lịch sử của trượt ván.

### Thập kỷ 1980
Thời kỳ này được thúc đẩy bởi các công ty trượt ván do các vận động viên trượt ván điều hành. Sự tập trung ban đầu là vào trượt ván trên vert ramp. Sự phát minh của đội bay không cần tay (sau này được gọi là ollie) bởi Alan Gelfand tại Florida vào năm 1976, và sự phát triển gần như song song của đội bay nắm giữ bởi George Orton và Tony Alva ở California, đã làm cho người trượt ván có thể thực hiện các đội bay trên các ramp dọc. Trong khi làn sóng trượt ván này đã bắt nguồn từ trượt ván trên vert ramp được thương mại hóa, đa số người trượt ván trong thời kỳ này không trượt trên vert ramp. Vì hầu hết mọi người không thể đầu tư để xây dựng vert ramp, hoặc không có cơ hội tiếp cận các ramp gần đó, trượt ván trên đường phố trở nên phổ biến hơn.
Trượt ván freestyle vẫn phát triển mạnh mẽ trong suốt thời kỳ này, với các tiên phong như Rodney Mullen phát minh nhiều động tác cơ bản sẽ trở thành nền tảng của trượt ván đường phố hiện đại, chẳng hạn như "Impossible" và "kickflip". Ảnh hưởng mà trượt freestyle tạo ra đối với trượt ván đường phố đã trở nên rõ ràng vào giữa thập kỷ 1980; tuy nhiên, trượt ván đường phố vẫn được thực hiện trên các tấm trượt vert rộng với mũi ngắn, thanh trượt, và bánh xe lớn mềm. Để đáp ứng các căng thẳng tạo ra bởi sự kết hợp này của "thể loại" trượt ván, sự tiến hóa nhanh chóng đã xảy ra vào cuối thập kỷ 1980 để phù hợp với người trượt ván đường phố. Vì ít công viên trượt ván có sẵn cho người trượt ván vào thời điểm này, việc trượt ván đường phố đã thúc đẩy các vận động viên trượt ván tìm kiếm các trung tâm mua sắm và tài sản công và tư nhân là "điểm" để trượt ván. (Sự phản đối từ phía công chúng, trong đó các doanh nghiệp, chính phủ và chủ sở hữu tài sản đã cấm trượt ván trên tài sản dưới sự kiểm soát hoặc sở hữu của họ, đã dần gia tăng trong vài thập kỷ tiếp theo.) Đến năm 1992, chỉ một phần nhỏ nhất định của người trượt ván tiếp tục tham gia vào phiên bản kỹ thuật cao của trượt ván đường phố, kết hợp với sự suy giảm của trượt ván vert, đã tạo ra một môn thể thao thiếu sự hấp dẫn với sự phổ biến để thu hút người trượt ván mới.
Trong thời kỳ này, nhiều vận động viên trượt ván - cũng như các công ty trong ngành công nghiệp - đã tưởng nhớ các cảnh của Marty McFly trượt ván trong bộ phim Back to the Future vì tác động của nó trong việc thúc đẩy trượt ván. Các ví dụ có thể thấy trong tư liệu quảng cáo, trong cuộc phỏng vấn mà các vận động viên trượt ván chuyên nghiệp trích dẫn bộ phim là một phần khởi đầu vào môn thể thao hành động, và trong việc nhận ra tác động của bộ phim đối với công chúng. Tony Hawk đã nói rằng "có rất nhiều vận động viên trượt ván huyền thoại mà tôi biết đã bắt đầu trượt ván vì họ đã xem bộ phim đó". 
Trong thập kỷ 1990 trượt ván trên đường phố đã thống trị. Hầu hết các tấm trượt có chiều rộng từ khoảng 7+1⁄4 đến 8 inch (180 đến 200 mm) và chiều dài từ 30 đến 32 inch (760 đến 810 mm). Bánh xe được làm từ chất liệu polyurethane cực kỳ cứng, với độ cứng (durometer) khoảng 99A. Kích thước bánh xe tương đối nhỏ để tấm trượt nhẹ hơn và độ quán tính của bánh xe được khắc phục nhanh hơn, từ đó làm cho các động tác trở nên dễ quản lý hơn. Kiểu tấm trượt đã thay đổi mạnh mẽ kể từ những năm 1970 nhưng đã giữ nguyên chủ yếu từ giữa những năm 1990. Hình dạng hiện đại của tấm trượt bắt nguồn từ các tấm trượt freestyle của những năm 1980 với hình dạng phần lớn đối xứng và chiều rộng tương đối hẹp. Hình dạng này đã trở thành tiêu chuẩn vào giữa những năm 1990.
Đến năm 2001 môn trượt ván đã trở nên quá phổ biến đến mức có nhiều người dưới 18 tuổi ở Mỹ đi trượt ván (10,6 triệu người) hơn là chơi bóng chày (8,2 triệu người), mặc dù các môn thể thao đội hình truyền thống vẫn chiếm ưu thế trong các chương trình thể thao dành cho thanh thiếu niên tổng thể. Trượt ván và các công viên trượt ván bắt đầu được xem xét và sử dụng theo nhiều cách mới để bổ sung cho các bài học học thuật trong các trường học, bao gồm các chương trình giáo dục thể dục không truyền thống mới như Skatepass và Skateistan, để khuyến khích thanh thiếu niên tham gia nhiều hơn, có đạo đức cá nhân và tự tin hơn. 
Điều này cũng dựa trên nhận thức về cơ hội thể chất lành mạnh mà trượt ván được hiểu là mang đến cho người tham gia như cường độ cơ bắp và xương, cũng như những tác động tích cực nó có thể đem lại cho thanh thiếu niên thông qua việc dạy họ tôn trọng đồng nghiệp, kết nối xã hội, biểu đạt nghệ thuật và sự trân trọng môi trường.

### Thập kỷ 2010–nay
Các nỗ lực đã được thực hiện để cải thiện việc nhận biết di sản văn hóa cũng như những hiệu ứng tích cực của việc khuyến khích skateboarding trong các không gian được chỉ định. Năm 2015, Trung tâm Nghệ thuật biểu diễn John F. Kennedy tại Washington, D.C. đã tổ chức một sự kiện, trong đó các vận động viên trượt ván đã thực hiện các kỹ thuật trên một ramp được xây dựng cho một lễ hội về văn hóa Mỹ, kèm theo âm nhạc. Sự kiện này đã là điểm cao của một dự án kéo dài mười ngày biến một cơ quan liên bang trước đây không được phép cho cộng đồng trượt ván trở thành một nền tảng để cộng đồng này thể hiện tính liên quan của nó thông qua hành động văn hóa chung trong không gian văn hóa chung.

## Trượt ván kỹ thuật

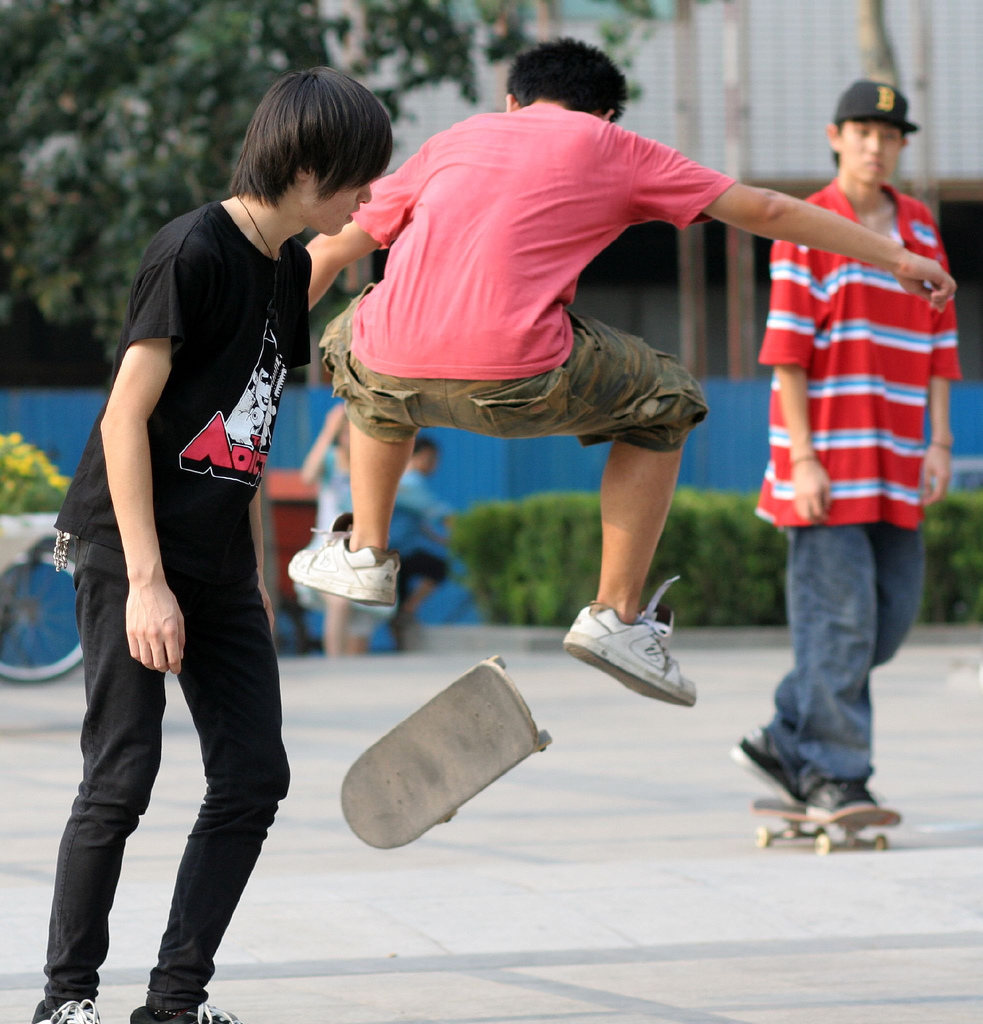
Người trượt ván thực hiện một động tác lật nghiêng

Với sự phát triển của các công viên trượt ván và trượt ramp, ván trượt đã trải qua sự thay đổi. Các động tác trượt ván ban đầu chủ yếu bao gồm các động tác hai chiều phong cách tự do như chỉ đứng trên hai bánh xe ("đứng một bánh" hoặc "manual"), xoay chỉ trên bánh xe sau (một "pivot"), nhảy cao qua một thanh gỗ và hạ đội lại trên ván, còn được gọi là "nhảy hippie", nhảy xa từ một cái ván qua cái ván khác, (thường qua các thùng nhỏ hoặc thanh niên dũng cảm), hoặc trượt ziczac. Một động tác phổ biến khác là trượt ván trượt Bertlemann, được đặt theo tên động tác lướt sóng của Larry Bertelemann.
Năm 1976 môn trượt ván đã trải qua sự biến đổi lớn thông qua sự phát minh của ollie bởi Alan "Ollie" Gelfand. Ban đầu nó vẫn là một động tác đặc biệt ở Florida cho đến mùa hè năm 1978, khi Gelfand lần đầu tiên đến California. Gelfand và những động tác đột phá của anh thu hút sự chú ý của các vận động viên trượt ván ở Bờ Tây và truyền thông, từ đó bắt đầu lan rộng trên toàn thế giới. Ollie sau đó được chuyển thể để thực hiện trên mặt phẳng bởi Rodney Mullen vào năm 1982. Mullen cũng là người phát minh ra "Magic Flip," sau này được đổi tên thành kickflip, cũng như nhiều động tác khác bao gồm cả 360 Kickflip, một động tác 360 pop shove-it và một kickflip trong một cử chỉ duy nhất. Ollie trên mặt phẳng cho phép người trượt ván thực hiện các động tác trong không trung chỉ với cái ván trượt chứ không cần thiết bất kỳ thiết bị nào khác, và nó đã tạo nền tảng cho nhiều động tác trượt ván đường phố. Một sự phát triển gần đây trong thế giới trượt ván kỹ thuật là 1080, lần đầu tiên được thực hiện bởi Tom Schaar vào năm 2012.